# قاع آل حسين (لودر)

تعديل مصدري - تعديل

قاع آل حسين هي إحدى قرى عزلة زارة بمديرية لودر التابعة لمحافظة أبين، بلغ تعداد سكانها 112 نسمة حسب تعداد اليمن لعام 2004.